# بیساران

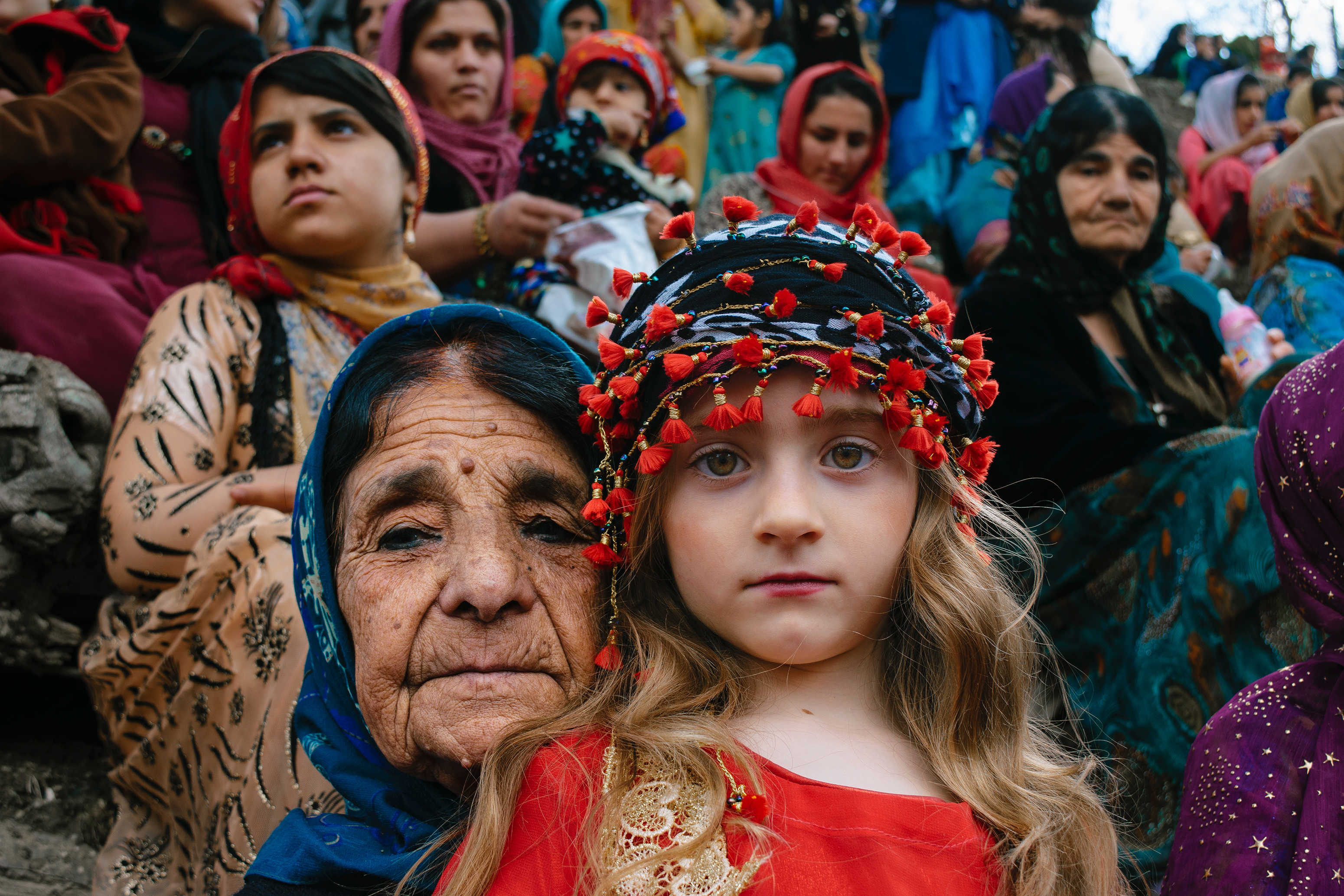
نگاره‌ای از یک دخترک کرد و مادربزرگش در جشن نوروز روستای بیساران. به‌مناسبت فرارسیدن نوروز، اهالی روستا با نواختن موسیقی و رقص کردی و با پوشیدن لباس‌های شاد و رنگارنگ به استقبال نوروز می‌روند.

بیساران، روستایی از توابع بخش مرکزی شهرستان سروآباد در استان کردستان ایران است.

## موقعیت جغرافیایی روستای بیساران
روستای بیساران در تقریباً ۲۴ کیلومتری جاده سنندج - مریوان «دوآب» قرار گرفته‌است. روستای بیساران در فاصلهٔ ۸۵ کیلومتری جنوب غربی شهرستان سنندج و ۶۵ کیلومتری شهرستان مریوان و بر روی طول جغرافیایی ۳۹/۴۶ و عرض جغرافیایی ۱۱/۳۵ و در ارتفاع ۱۸۵۰ متری از سطح دریا قرار گرفته‌است. روستای بیساران از جنوب به روستاهای ژان و پایگلان، از شمال به روستاهای خواشت ، سالیان، نجی، و سفید بن، از شرق به روستاهای هویه، سرهویه و از طرف غرب به روستاهای نسنار، هرسین و بوریدر محدود می‌گردد.

## جمعیت
این روستا در دهستان بیساران قرار دارد و بر اساس سرشماری مرکز آمار ایران در سال ۱۳۸۵، جمعیت آن ۲٬۱۳۰ نفر (۷۴۵خانوار) بوده‌است.

## آثار باستانی روستای بیساران
- قلعهٔ داسیران در فاصله ۲ کیلومتری قسمت غربی روستا که در سال ۱۳۵۳ به تأیید سازمان میراث فرهنگی رسیده‌است.
- قرآن بابا یعقوب که در قرن نهم هجری مکتوب گردیده و دست‌نویس می‌باشد.
- مسجد باباشیخ بیساران

## درخت کهنسال
در روستای بیساران دو درخت گردوی کهنسال وجود دارد که «وزی خواچکه» و «وزی حیاته» نامیده می‌شوند، و به ترتیب با شماره‌های ۵۸۵ و ۵۸۶ در تاریخ ۲۷ فروردین ۱۳۹۸ به عنوان میراث طبیعی ارزشمند در فهرست آثار ملی ایران ثبت شده‌اند.
```
* بیساران روستایی سرسبز و خرم در ۸۵ کیلومتری جنوب غربی شهرستان سنندج و ۶۵ کیلومتری شهرستان مریوان در ارتفاع ۸۵۰ متری از سطح دریا قرار گرفته است. بیساران از جنوب به روستاهای ژان و پایگلان از شمال به روستاهای سالیان، نجی، و سفیدبن از شرق به روستا‌های شیان، هویه و سرهویه و از غرب به روستاهای نسنار، هرسین و بوریدر محدود می‌شود. روستایی بکر در دل کوه‌های مرتفعی همچون شه‌نشین، میرویس، کوری‌ مه‌ریم، کوری هه‌وریشان که کوه‌های آن تا اواخر فصل بهار و در سال‌های دورتر تا اوایل مردادماه برف به دامن دارند.
```

## مشاهیر
- ملا حامد کاتب‌الاسرار بیسارانی
- ملا مصطفی بیسارانی
- ملا محمد شریف مرادی